# Компенвил
Компенвил (фр. Compainville) насеље је и општина у северној Француској у региону Горња Нормандија, у департману Приморска Сена која припада префектури Дјеп.
По подацима из 2011. године у општини је живело 150 становника, а густина насељености је износила 23,58 становника/km². Општина се простире на површини од 6,36 km². Налази се на средњој надморској висини од 200 метара (максималној 231 m, а минималној 130 m).

## Демографија
| 1962. | 1968. | 1975. | 1982. | 1990. | 1999. | 2011. |
| ----- | ----- | ----- | ----- | ----- | ----- | ----- |
| 201   | 219   | 136   | 166   | 141   | 108   | 150   |

График промене броја становника у току последњих година